# Ткачук Станіслав Порфирович
Станіслав Порфирович Ткачук (11 вересня 1938, Макіївка — 16 грудня 2006) — фахівець в галузі охорони праці, кандидат технічних наук, президент Міжнародної Академії безпеки життєдіяльності.

## Біографія
Народився 11 вересня 1938 року в місті Макіївці Сталінської області в родині робітника. Трудову діяльність розпочав на шахтах Донбасу в 1956 році прохідником гірничих виробок. У 1965 році закінчив Харківський інженерно-економічний інститут за фахом гірничий інженер-економіст, після чого працював на шахті економістом, начальником дільниці, з 1969 року заступником директора з виробництва, а з 1973 року — директором шахти «Комуніст» тресту «Жовтеньвугілля».
В 1974–1984 роки на партійній роботі — перший секретар Харцизького міському КПУ, слухач Академії суспільних наук при ЦК КПРС, другий секретар Макіївського міському КПУ. З серпня 1984 по грудень 1985 року — генеральний директор об'єднання «Макіїввугілля». У 1985–1989 роках — начальник управління Донецького гірничого округу. У листопаді 1989 року призначений першим заступником Голови Державного комітету України по нагляду за безпечним веденням робіт у промисловості і гірничому нагляду, а в 1994 році — Головою цього комітету. У 2000 році вийшов на пенсію.

Могила Станіслава Ткачука

Помер 16 грудня 2006 року, похований в Києві на Байковому кладовищі (ділянка № 52а)

## Відзнаки
Нагороджений двома орденами Трудового Червоного Прапора, медалями, а також відомчими нагородами. З 2002 року — почесний громадянин Харцизька.